# Rubén Darío Hernández
Rubén Darío Hernández Ariza (Armenia, Colombia, 19 de febrero de 1965) conocido como Rubencho, es un exfutbolista y entrenador colombiano. Actualmente funge como entrenador de delanteros en el Deportes Quindío.
Como futbolista jugaba de delantero y es especialmente recordado por un gol que marcó con la Selección Colombia contra Paraguay, que permitió disputar el repechaje de las eliminatorias al Mundial de 1990.

## Formación académica
Paralelamente con sus inicios como jugador alcanzó a estudiar tres semestres de Administración de Empresas en la Universidad La Gran Colombia. 
Tras su retiro, retomó sus estudios ingresando a la Universidad del Quindío, donde se graduó como licenciado en educación física y deportes. Posteriormente hizo una maestría en Gerencia Deportiva en la Escuela Nacional del Deporte. Posee también la UEFA Pro Licence.

## Trayectoria

### Inicios en Deportes Quindío
Se formó en un equipo aficionado de la ciudad Armenia llamado Racing, de allí paso entre la Selección de fútbol del Quindío y las Selecciones Colombia de menores (bajo las órdenes de Jaime Silva); tras jugar brevemente el Torneo de Reservas con el Deportes Quindío siendo promovido, gracias a su buen nivel, al equipo profesional. Debutó profesionalmente con tan solo 17 años de la mano del entrenador Óscar "Severiano" Ramos con el Deportes Quindío en el año 1982, compartiendo plantel con jugadores como Ariel Valenciano, Jorge "Hacha" Bermúdez, Abel "Negro" Lobatón, entre otros. Sumando sus tres etapas con el equipo 'cuyabro' disputaría un total de 104 partidos en los que logró convertir 23 goles.

### Millonarios y cesión al Once Caldas
Tras mostrar un buen nivel en el Deportes Quindío, el entrenador de Millonarios de aquella época Jorge Luis Pinto lo lleva al club 'embajador' en el año 1984 donde también juega la temporada 1985, sin mayor trascendencia se va cedido durante todo el 1986 al Once Caldas donde es dirigido por Francisco "Pacho" Maturana en una magnífica campaña donde disputa 36 partidos anotando 12 goles.
En 1987 retorna a Millonarios donde comienza a tener un nivel extraordinario tanto en Liga como en la Copa Libertadores que lo llevan a la Selección Colombia además de celebrar con el onceno embajador dos títulos. Haría parte de este equipo hasta culminado el Mundial de Italia habiendo disputado un total de 174 partidos en los que convirtió 29 goles. (Distribuidos en: Partidos por liga (162) anotando (25) goles, mientras que por la Copa Libertadores disputó (12) partidos anotando (4) goles).

### Paso por los equipos de Antioquia
Luego del Mundial el entrenador Hernán Darío Gómez "Bolillo" lo convence para ir a jugar al Atlético Nacional, ficha con el club verdolaga quien compra sus derechos deportivos, allí durante un año y medio no alcanza a tener el nivel esperado disputando 50 partidos en los que convirtió 12 goles. (Distribuidos en: Partidos por liga (37) anotando (10) goles, mientras que por la Copa Libertadores disputó 13 partidos anotando (2) goles). Lo más destacado en su paso por Atlético Nacional fue el día que le convirtió 5 goles al Deportes Tolima batiendo al arquero Freddy "Chito" Torres.
Para 1992 pide al Atlético Nacional ser cedido y es así como llega al Envigado F. C. donde vuelve a ser dirigido por el Chiqui García teniendo una gran campaña en la que convierte 20 goles en 43 partidos.
En 1993 ficha con el Independiente Medellín donde también juega los primeros partidos de la temporada 1994. En total jugaría 52 partidos anotando 26 goles. (Distribuidos en: (46) partidos por liga anotando (23) goles, mientras que por Copa Libertadores disputaría (6) partidos convirtiendo (3) goles).

### Pereira, América, Santa Fe y MetroStars
Tras disputar los primeros partidos de la temporada con el Independiente Medellín en donde anotó (2) goles y sería transferido al Deportivo Pereira bajo las órdenes de Luis Fernando Suárez: con el equipo 'matecaña' entró en racha y anotaría (24) goles en (27) partidos. Terminada la fase regular del torneo juega la fase final con el América de Cali, disputando (12) partidos en los que convirtió (6) goles. Logró ser el goleador de la temporada con 32 goles superando tan solo por uno al jugador Alex Comas, quien anotó 31.
Durante 1995 retornó a Bogotá en esta ocasión para jugar todo el año con Independiente Santa Fe en donde disputa 63 partidos anotado 35 goles.
La primera parte del 1996 tiene su única experiencia internacional con el MetroStars de la MLS, donde había llegado a petición del entrenador Carlos Queiroz.

### Últimos años como jugador
Tiene dos experiencias en el Deportes Tolima donde juega 35 partidos y convierte 4 goles. En 1998 ficha con el Deportivo Unicosta dirigido por Julio Comesaña, sin jugar ya que se lesionó. En el año 2000 jugó su última temporada para el Deportes Quindío donde se retiró tras 20 años jugando al fútbol de manera profesional.

## Etapa como director técnico

### Boyacá Chicó
Tras su retiro como jugador, Eduardo Pimentel dueño del Boyacá Chicó, lo invita para que manejara las divisiones menores y paralelamente hiciera parte del cuerpo técnico del equipo profesional encabezado por el entrenador Alberto Gamero y su asistente Chusco Sierra. Por motivos personales dejó sus funciones y tiempo después laboro en el Indeportes del Quindío.

### Deportes Quindío
Entre 2018 y 2023 es el asistente técnico principal del club, asistiendo en primer lugar a Alberto Suárez y luego a Oscar Héctor Quintabani. Además dirigió un partido como encargado.
El 17 de octubre de 2023, asumió como director técnico encargado del Deportes Quindío. A mediados de noviembre de ese mismo año es ratificado en el cargo por una temporada. El 22 de septiembre de 2024, renunció al equipo durante una rueda de prensa tras empatar 2-2 contra el Atlético de Cali.
Más adelante regresa al equipo como preparador de delanteros y el 1 de marzo de 2025, se da por terminado su contrato con el Deportes Quindío. Sin embargo, tan solo un mes después, el 12 de abril regresa al club, para dirigir en dupla técnica interina junto con el preparador de arqueros Diego Rojas .

## Selección nacional
Fue internacional con la Selección de Colombia entre 1988 y 1996, jugando 10 partidos y marcando un gol.

### Participaciones enCopas del Mundo
| Mundial                | Sede   | Resultado        | PJ | GA | Asis |
| ---------------------- | ------ | ---------------- | -- | -- | ---- |
| Mundial de Italia 1990 | Italia | Octavos de final | 1  | 0  | 0    |

### Participaciones enCopas América
| Torneo            | Sede   | Resultado      | PJ | GA | Asis |
| ----------------- | ------ | -------------- | -- | -- | ---- |
| Copa América 1989 | Brasil | Fase de grupos | 1  | 0  | 0    |

### Participaciones enEliminatorias al Mundial
| Eliminatoria                         | Sede del Mundial | Posición                                                | Resultado   | PJ | GA | Asis |
| ------------------------------------ | ---------------- | ------------------------------------------------------- | ----------- | -- | -- | ---- |
| Eliminatorias Mundial de Italia 1990 | Italia           | 1°lugar 6pts Grupo 2 (Ganador Repesca Intercontinental) | Clasificado | 5  | 1  | 0    |

## Clubes

### Como jugador
| Club                              | Div.                | Temporada             | Liga  | Liga  | Copa Libertadores | Copa Libertadores | Total | Total |
| Club                              | Div.                | Temporada             | Part. | Goles | Part.             | Goles             | Part. | Goles |
| --------------------------------- | ------------------- | --------------------- | ----- | ----- | ----------------- | ----------------- | ----- | ----- |
| Deportes Quindío · Colombia       | 1.ª                 | 1982-1983 y 2000      | 104   | 23    | -                 | -                 | 104   | 23    |
| Millonarios · Colombia            | 1.ª                 | 1984-1985 y 1986-1990 | 162   | 25    | 13                | 4                 | 175   | 29    |
| Once Caldas · Colombia            | 1.ª                 | 1986                  | 36    | 10    | -                 | -                 | 36    | 10    |
| Atlético Nacional · Colombia      | 1.ª                 | 1990-1991             | 37    | 10    | 13                | 2                 | 50    | 12    |
| Envigado FC · Colombia            | 1.ª                 | 1992                  | 43    | 20    | -                 | -                 | 43    | 20    |
| Independiente Medellín · Colombia | 1.ª                 | 1993-1994             | 46    | 23    | 6                 | 3                 | 52    | 26    |
| Deportivo Pereira · Colombia      | 1.ª                 | 1994                  | 27    | 24    | -                 | -                 | 27    | 24    |
| América de Cali · Colombia        | 1.ª                 | 1994                  | 12    | 6     | -                 | -                 | 12    | 6     |
| Santa Fe · Colombia               | 1.ª                 | 1995                  | 63    | 35    | -                 | -                 | 63    | 35    |
| MetroStars Estados Unidos         | 1.ª                 | 1996                  | 10    | 0     | -                 | -                 | 10    | 0     |
| Deportes Tolima · Colombia        | 1.ª                 | 1996 y 1999           | 35    | 4     | -                 | -                 | 35    | 4     |
| Deportivo Unicosta · Colombia     | 1.ª                 | 1998                  | 0     | 0     | -                 | -                 | 0     | 0     |
| Total en su carrera               | Total en su carrera | Total en su carrera   | 575   | 180   | 32                | 9                 | 607   | 189   |

#### Selección
| Selección                | Año                      | Partidos | Goles |
| ------------------------ | ------------------------ | -------- | ----- |
| Colombia Mayores         | 1988–1996                | 17       | 1     |
| Total Selección Colombia | Total Selección Colombia | 17       | 1     |

### Como asistente técnico
| Club                        | Año       | Asistente de            |
| --------------------------- | --------- | ----------------------- |
| Boyacá Chicó · Colombia     | 2006-2007 | Alberto Gamero          |
| Deportes Quindío · Colombia | 2018-2019 | Alberto Suárez          |
| Deportes Quindío · Colombia | 2020-2023 | Oscar Héctor Quintabani |

### Como entrenador
| Deportes Quindío · Colombia | 2ª                  | 2019 (E)            | 1  | 0  | 1  | 0  | - | - | - | - | - | - | - | - | - | - | - | - | 1  | 0  | 1  | 0  |  |
| Deportes Quindío · Colombia | 2ª                  | 2024                | 33 | 10 | 11 | 12 | 2 | 0 | 0 | 2 | - | - | - | - | - | - | - | - | 35 | 10 | 11 | 14 |  |
| Deportes Quindío · Colombia | 2ª                  | 2025 (E)            | 4  | 1  | 3  | 0  | - | - | - | - | - | - | - | - | - | - | - | - | 4  | 1  | 3  | 0  |  |
| Deportes Quindío · Colombia | Total               | Total               | 38 | 11 | 15 | 12 | 2 | 0 | 0 | 2 | 0 | 0 | 0 | 0 | 0 | 0 | 0 | 0 | 40 | 11 | 15 | 14 |  |
| Total en su carrera         | Total en su carrera | Total en su carrera | 38 | 11 | 15 | 12 | 2 | 0 | 0 | 2 | 0 | 0 | 0 | 0 | 0 | 0 | 0 | 0 | 40 | 11 | 15 | 14 |  |
| 1. 2. 3.                    |                     |                     |    |    |    |    |   |   |   |   |   |   |   |   |   |   |   |   |    |    |    |    |  |

## Palmarés

### Campeonatos nacionales
| Título           | Club              | País     | Año  |
| ---------------- | ----------------- | -------- | ---- |
| Primera División | Millonarios       | Colombia | 1987 |
| Primera División | Millonarios       | Colombia | 1988 |
| Primera División | Atlético Nacional | Colombia | 1991 |

### Campeonatos Internacionales
| Título              | Club              | Sede             | Año  |
| ------------------- | ----------------- | ---------------- | ---- |
| Copa Interamericana | Atlético Nacional | Ciudad de México | 1990 |

### Distinciones individuales
| Distinción                                    | Año  |
| --------------------------------------------- | ---- |
| Goleador del Campeonato colombiano (32 goles) | 1994 |